# Lake Wisconsin AVA
Lake Wisconsin AVA (anerkannt seit dem 4. Februar 1994) ist ein Weinbaugebiet im US-Bundesstaat Wisconsin. Das Gebiet liegt im südlichen Teil des Bundesstaates. Das Weinbaugebiet erstreckt sich entlang des Lake Wisconsin und des Wisconsin River, bei Prairie du Sac, ca. 40 km nordwestlich von Madison.
Die ersten Rebflächen wurden im Jahr 1847 von Agoston Haraszthy angelegt, bevor er nach Kalifornien auswanderte (→ Weinbau in Kalifornien). Die Weinberge liegen auf einer Höhe von 240 bis 270 m. Der Boden besteht aus fluvioglazial abgelagertem Kies und sandigem Lehm.
Die Winter der Region sind ausgesprochen streng. Dies wirkt sich auf die Wahl der Rebsorten aus, in denen französische Hybridreben (Léon Millet oder Maréchal Foch) und von Elmer Swenson eigens für dieses Klima gezüchte Neuzüchtungen zum Einsatz kommen.